# بالابان (چرغ)
بالابان یا چَرغ (چَرخ) یا صَقر (نام علمی: Falco cherrug) از بزرگ‌ترین انواع شاهین و از محبوب‌ترین پرندگان شکاری نزد بازداران است که با توجه به کاهش بسیار سریع جمعیت آن در دهه‌های اخیر در معرض خطر انقراض قرار گرفته‌است.
بالابان در کنار لاچین، شنقار و شاهین بلوچی در زیرسرده شاهین‌های مقدس قرار می‌گیرد. این چهار گونه در زمانی حدود ۱۱۵ تا ۱۳۰ هزار سال پیش از هم جدا شدند اما دورگه‌شدن‌های مکرر آنها موجب شده تا تعیین تبار و بررسی ژنتیکی آنها بسیار دشوار شود. این چهار گونه اکنون نیز در اسارت به آسانی دورگه می‌دهند و به ویژه دورگه‌های بالابان و شنقار معمول است. ممکن است بالابان آلتایی نیز از دورگه‌های بالابان و شنقار ایجاد شده باشد.

## ویژگی‌ها
بالابان، ۴۷ تا ۵۵ سانتیمتر طول و ۷۰۰ تا ۱۳۰۰ گرم وزن دارد و پس از شنقار بزرگترین نوع شاهین است. البته بالابان‌های ایران کوچک‌ترند و اندازه‌های بیش از ۴۰ سانتیمتر معمول نیست. از دور شبیه لاچین، اما بزرگ‌تر و سنگین‌تر، دیده می‌شود. از لاچین، به‌واسطهٔ تارک سفید و گاهی پسِ‌سرِ نخودی، بدون رگه‌ها و خال‌های پهلوها، نوارهای کمتر مشخصِ زیرتنه، سبیل کوتاه و نوار پشت چشم کمرنگ‌تر، متمایز می‌شود.

## بوم‌شناسی
بدن بالابان با ترکیب شتاب سریع و مانورپذیری بالا برای شکار در نزدیکی سطح زمین در دشت‌های باز تکامل یافته‌است. به همین جهت بیشتر در شکار جوندگان متوسط جثهٔ روزگرد به ویژه سنجاب زمینی مهارت دارد. در استپ‌های کم‌درخت، کوهپایه‌ها، کوهستان‌ها و نواحی نیمه‌بیابانی به سر برده و در شکاف صخره‌ها یا روی درختان آشیانه می‌سازد و گاهی نیز از آشیانه‌های قدیمی پرندگان دیگر بهره برده و تولید مثل می‌کند. در برخی نواحی از جمله مناطق نزدیک به آب پرندگان طعمهٔ اصلی او می‌شوند. در سال‌های اخیر در برخی نواحی اروپا کبوتر به‌جای جوندگان طعمهٔ اصلی بالابان شده‌است.
بالابان بیشتر به صورت افقی به طعمه‌های خود حمله می‌کند و احتمال کمتری دارد که به سبک شاهین بحری با شیرجه‌زدن طعمه را شکار کند. آن‌ها در ماه‌های اردیبهشت تا تیر بین ۵ تا ۳ تخم می‌گذارد و ۳۰ تا ۲۸ روز روی تخم‌ها می‌خوابد. جوجه‌ها پس از ۴۵ تا ۴۰ روز به بلوغ می‌رسند.
زیستگاه بالابان از شمال و مرکز چین تا اروپای مرکزی امتداد دارد و بیشترین جمعیت آنها در چهار کشور قزاقستان، روسیه، چین و مغولستان زندگی می‌کنند. بیشتر بالابان‌ها پرندگانی مهاجرند و زمستان را به مناطق گرمتر می‌آیند اما برخی که در مناطق معتدلتر مثل مجارستان و بخش‌های جنوبی آسیای میانه زندگی می‌کنند مهاجرت نمی‌کنند.
بالابان‌های مهاجر در مرداد و شهریورماه از کشورهای ترکمنستان و آذربایجان برای زمستان‌گذرانی به ایران می‌آیند.

## وضعیت حفاظتی
جمعیت جهانی بالابان در سال ۱۹۹۰ حدود ۸٬۵۰۰ تا ۱۲٬۰۰۰ جفت و در سال ۲۰۰۳ حدود ۳٬۶۰۰ تا ۴٬۴۰۰ جفت برآورد می‌شد و با توجه به این کاهش سریع جمعیت در فهرست گونه‌های در معرض خطر انقراض اتحادیه بین‌المللی حفاظت از محیط زیست قرار گرفته‌است. شدیدترین کاهش مربوط به آسیای میانه به‌ویژه قزاقستان و ازبکستان با حدود ۹۰٪ کاهش می‌شود. در مقابل جمعیت قابل ملاحظه و در حال افزایشی از بالابان در مجارستان زندگی می‌کند و چندین برنامه تکثیر در اسارت و رهاسازی این پرنده در آمریکا و کانادا در حال اجراست. مهم‌ترین دلیل این کاهش جمعیت زنده‌گیری مداوم این پرنده از طبیعت برای استفاده در بازداری است. تخریب زیستگاه‌ها و استفاده از مواد شیمیایی در کشاورزی از دیگر عوامل این وضعیت است.
تعداد بالابان‌هایی که هر سال برای بازداران خاورمیانه زنده‌گیری می‌شوند، ۴٬۰۰۰ بهله برای عربستان سعودی، ۱٬۰۰۰ بهله برای قطر و ۵۰۰ تا ۱٬۰۰۰ بهله برای هر یک از کشورهای کویت، بحرین و امارات برآورد می‌شود. با توجه به این که ۵٪ پرندگان قبل از تحویل می‌میرند، تعداد بالابان‌هایی که هر سال برای تجارت شاهین شکار می‌شوند ۶٬۸۲۵ تا ۸٬۴۰۰ بالابان است. از این تعداد حدود ۷۷٪ ماده‌های جوان و ۱۹٪ ماده‌های بالغ و فقط ۴ درصد پرنده نر هستند (پرنده‌های ماده به دلیل بزرگ‌تر بودن برای شکار پرنده‌های بزرگتر مناسب‌تر هستند) که این موضوع نابرابری جنسیتی شدیدی را در جمعیت وحشی ایجاد می‌کند. همچنین جفت‌گیری بالابان‌های وحشی با بالابان‌های دورگه‌ای که فرار کرده یا در طبیعت رها می‌شوند، ممکن است سلامت ژنتیکی بالابان‌ها را به خطر بیندازد.

## طبقه‌بندی در بازداری

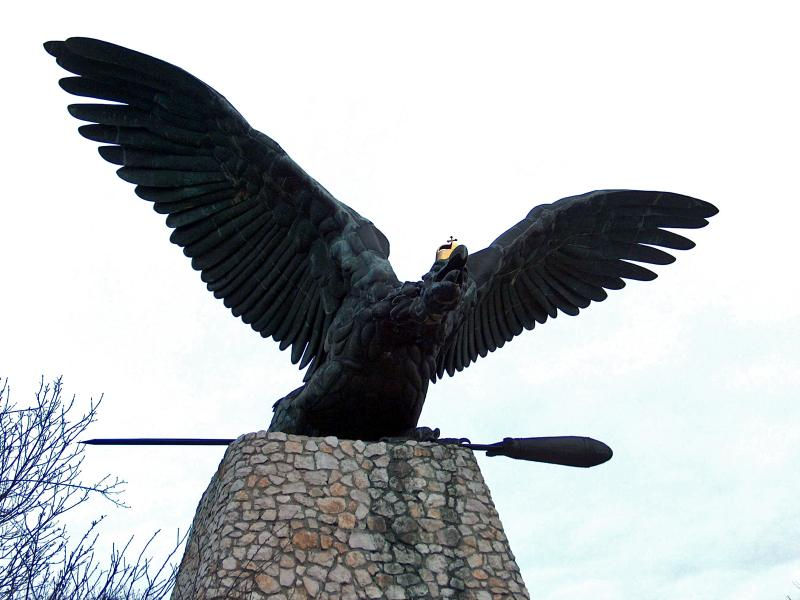
مجسمهٔ تورول در مجارستان

رنگ‌آمیزی این گونه بسیار متنوع است. رنگ‌های خاکستری تیره تا روشن قهوه‌ای، خرمایی یا حتی گاهی سیاه و سفید چرخ را بسیار متنوع کرده‌است. تنوع رنگ‌آمیزی برای این گونه بستگی به منطقه زیست و نوع زیر گونه آن دارد.
در منابع سنتی بازداری ایران بالابان‌ها به پنج نوع سبز (خاکستری)، سرخ، اژدر (زرد)، سفید و سیاه، تقسیم می‌شوند که به ترتیب ذکر شده بالابان‌ها صبورتر و کمیاب تر می‌شوند؛ یعنی بالابان‌های سیاه بسیار جسور، جنگنده و نادرند.

## اسطوره
دهخدا احتمال یکی بودن این پرنده با پرنده وارغن که در اوستا از آن یاد شده را می‌دهد.
در مجارستان نیز این پرنده را معادل پرندهٔ افسانه‌ای تورول دانسته و به همین جهت بالابان را پرنده ملی مجارستان قرار داده‌اند.

## نگارخانه

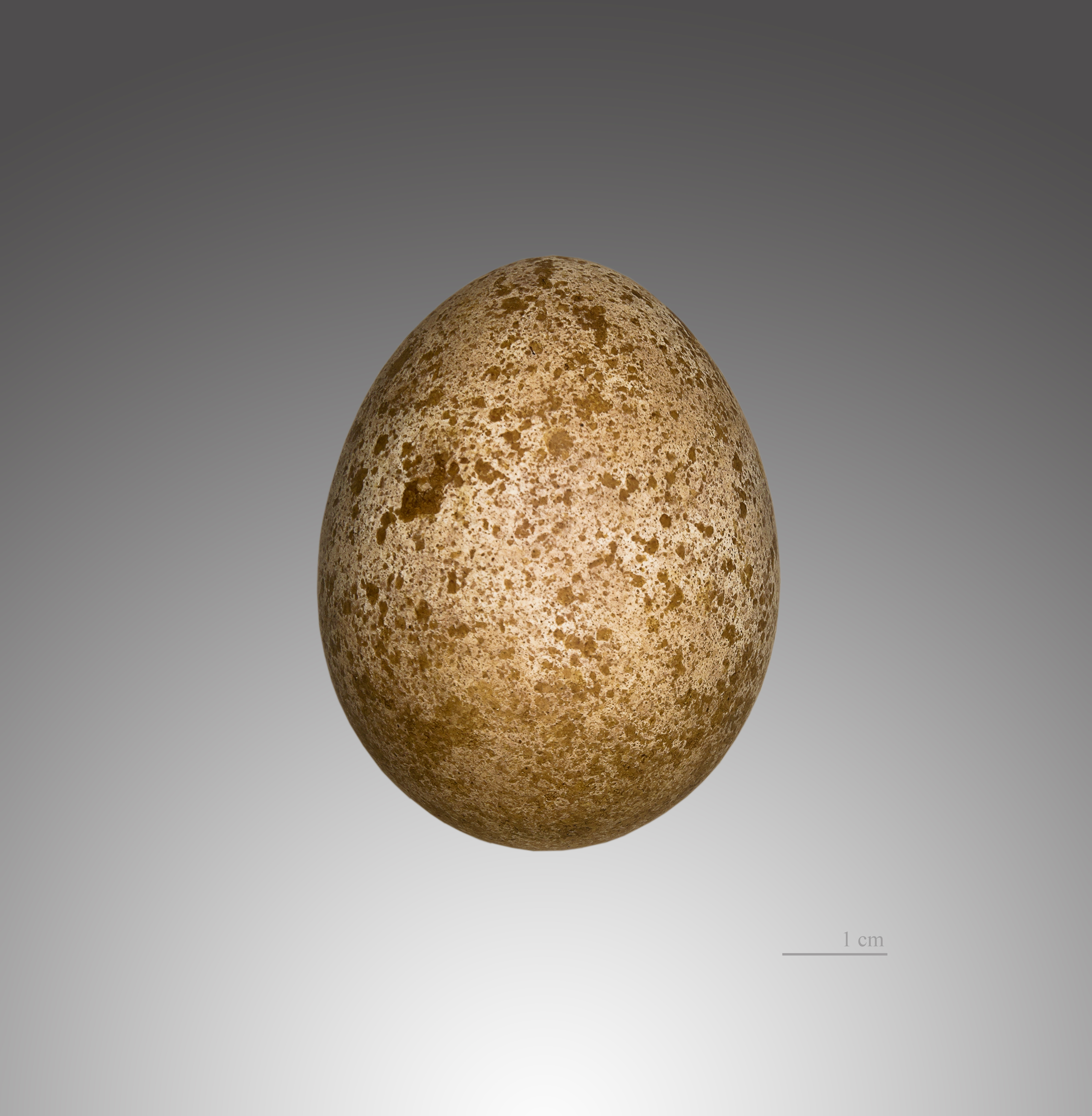
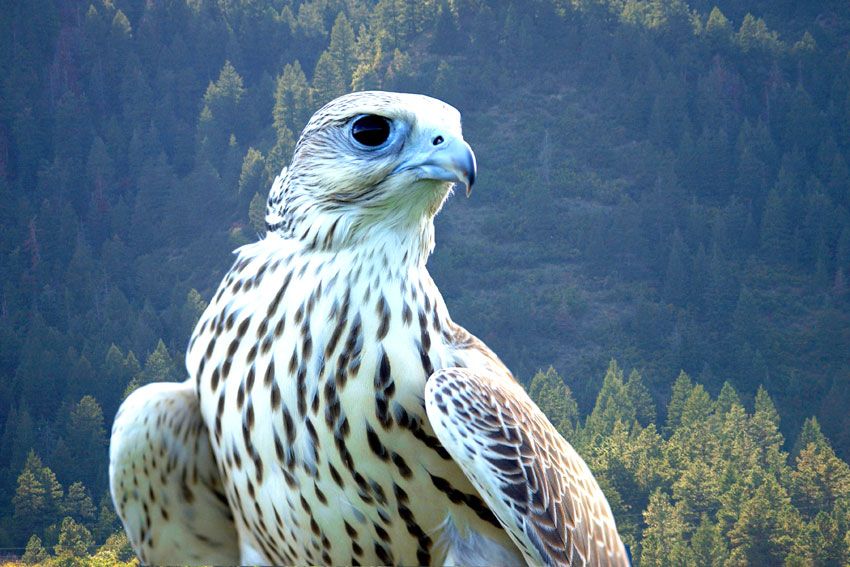
دورگهٔ بالابان و شنقار نیروی هوایی آمریکا
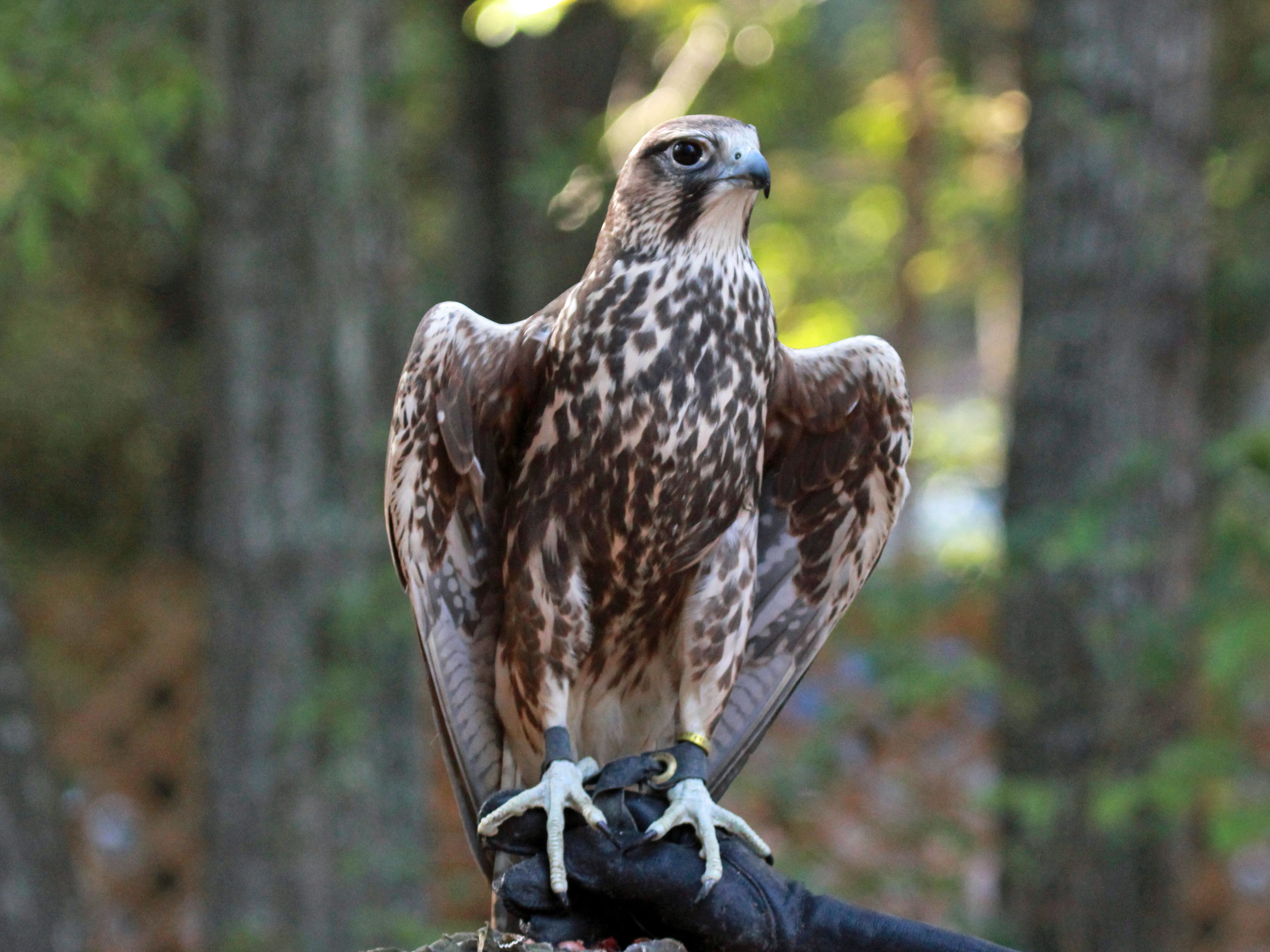
یک بالابان در مرکز پرندگان شکاری کارولینای آمریکا
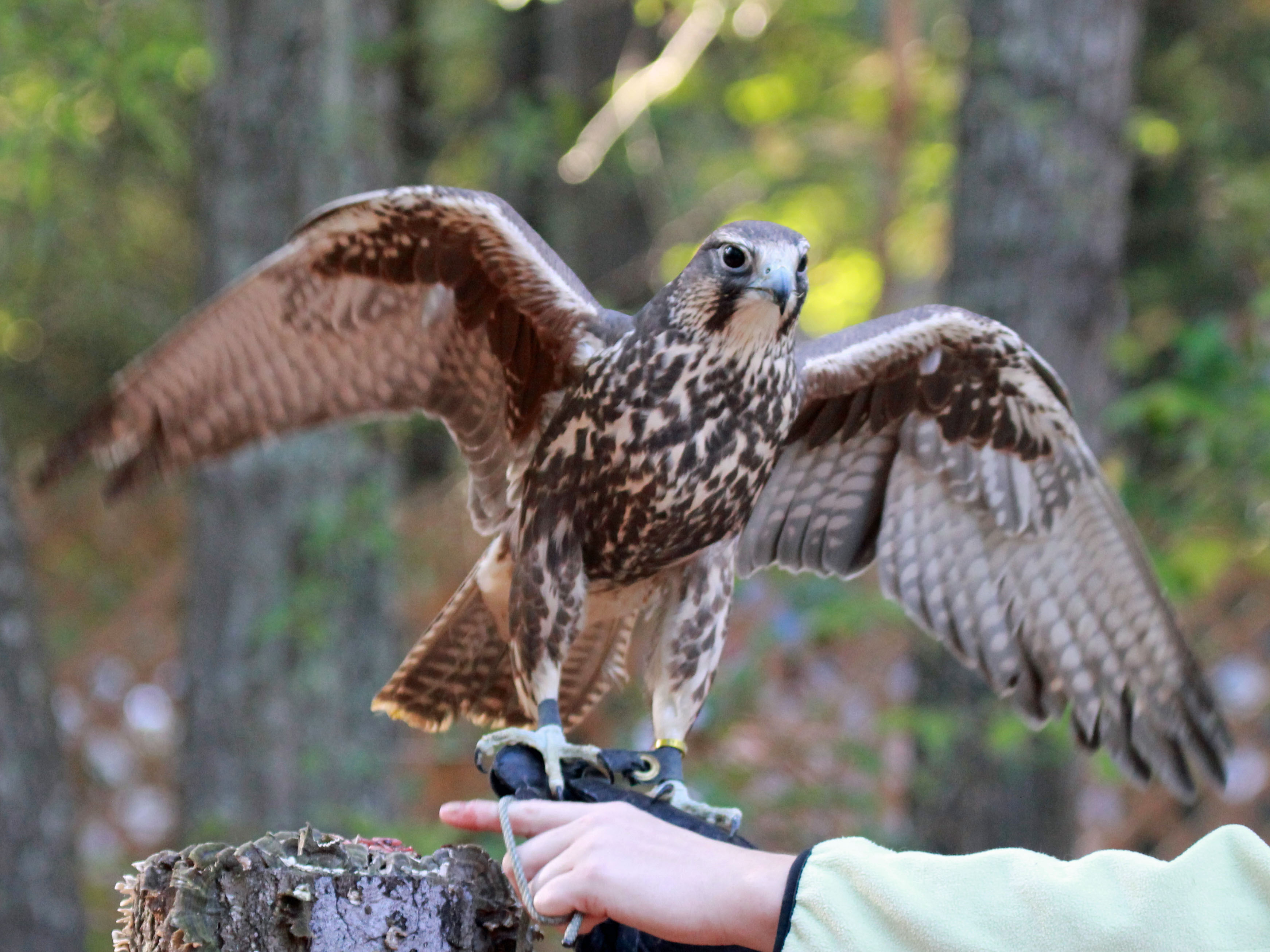
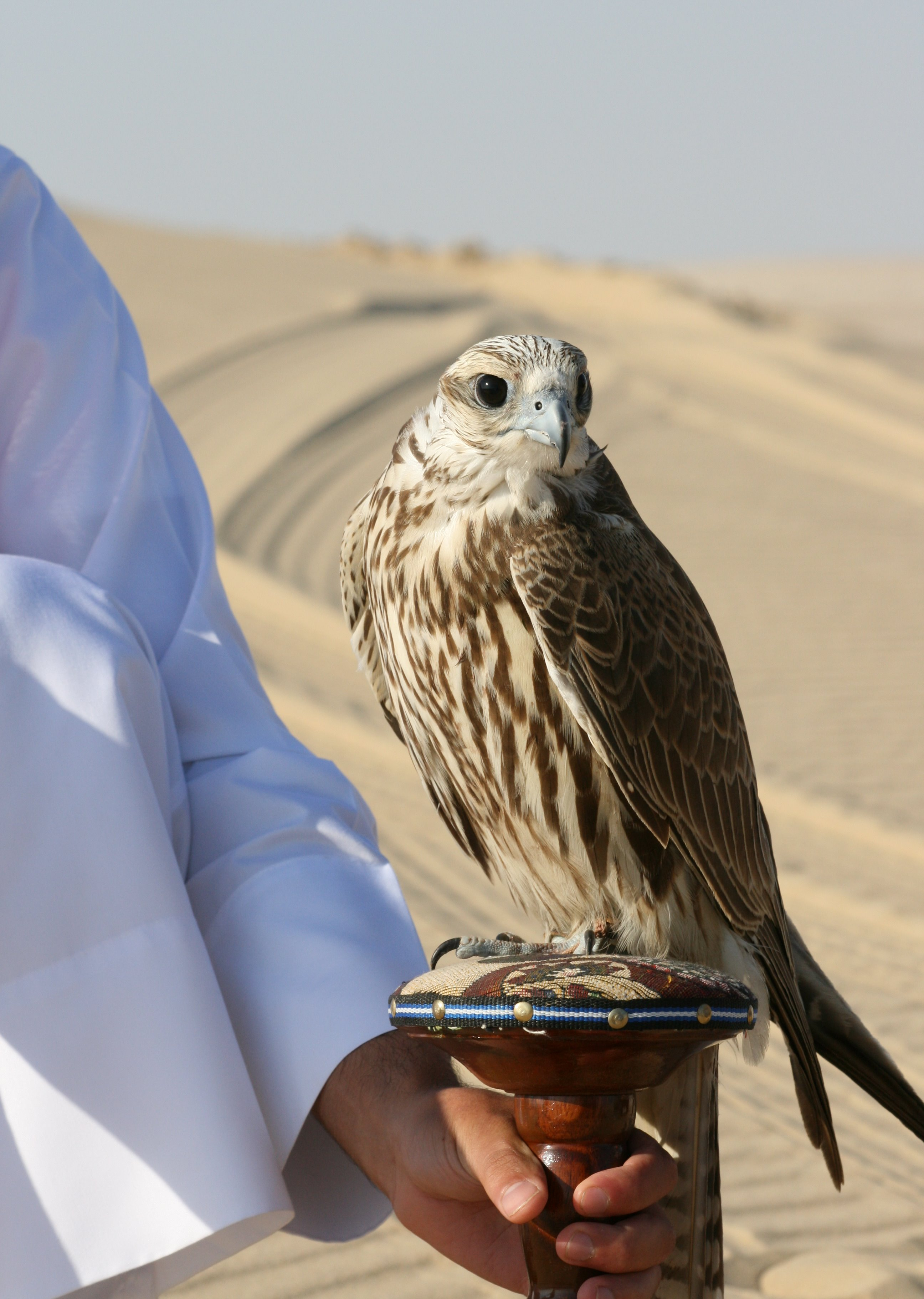
یک بالابان دست‌آموز در دوحه، قطر
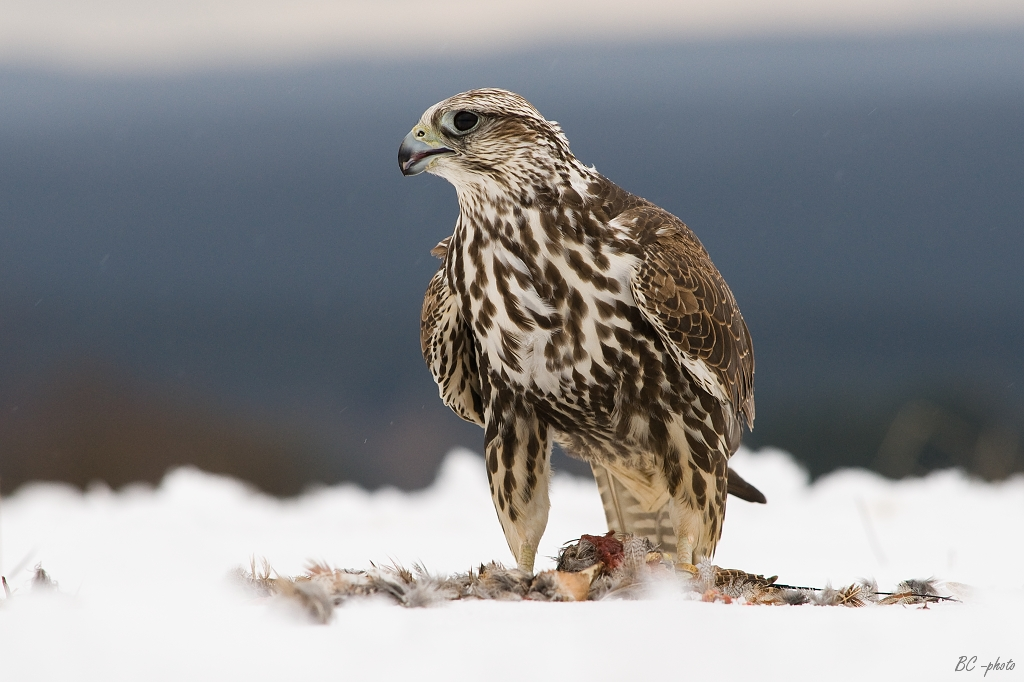
بالابان وحشی در جمهوری چک
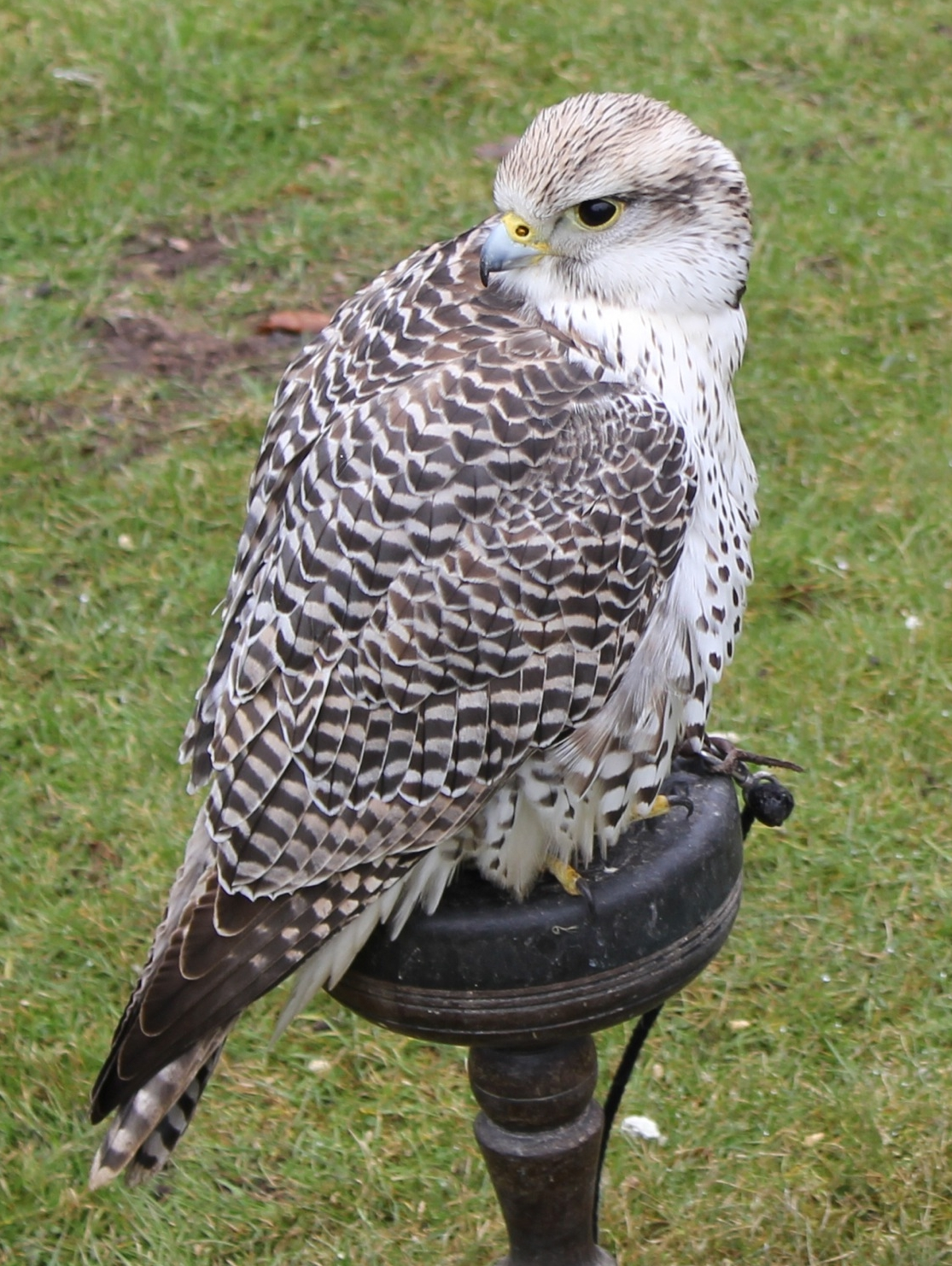
دورگهٔ بالابان و شنقار